# Ho Ho Ho
Ho Ho Ho, ook bekend als VH-1 Presents RuPaul: Ho Ho Ho, is een kerstalbum uit 1997 en het derde studio-album van de Amerikaanse zanger en dragqueen RuPaul. Het was RuPauls eerste album dat kerstmuziek bevat, de opvolger van zijn album uit 1996, Foxy Lady werd uitgebracht op 28 oktober 1997 door het label Rhino. RuPaul produceerde het album samen met Fenton Bailey en Randy Barbato van het productiebedrijf World of Wonder. Ho Ho Ho bestaat uit dertien nummers: tien covers van populaire kerstliederen en drie originele nummers, geschreven door Joe Carrano en RuPaul. Veel muziekcritici beschreven het album als een voorbeeld van camp, hoewel RuPaul duidelijk maakte dat het album meerdere serieuze covers bevatte, specifiek "All Alone on Christmas" en "Hard Candy Christmas".
Ho Ho Ho werd geprezen door critici na zijn release en tijdens retrospectieve recensies; zijn vrolijke en humoristische composities werden vaak geciteerd als de hoogtepunten van het album, alhoewel sommige commentatoren negatief reageerden op het gebruik van humor en het gebrek aan duidelijkheid in zijn bericht. Het album piekte op nummer 27 op de Top Heatseekers Billboard-lijst, door de meer dan 4.000 verkochte exemplaren in één week. Om het album te ondersteunen, filmde RuPaul een televisiespecial als onderdeel van zijn VH1-talkshow The RuPaul Show.

## Opname en release
Ho Ho Ho werd opgenomen in RuPaul's woonkamer in New York, alhoewel het volgens AllMusic werd opgenomen in Horizon Studios in Capitol Heights (Maryland). Het album was volledig opgenomen over een periode van drie dagen in juli 1997. RuPaul schreef het album's succes toe aan zijn chemie met Amerikaanse zangeres Michelle Visage: "Je kan het horen dat wij een goede tijd samen hadden. Dus of het een Chanoeka album of Kwanzaa album was geweest, had geen verschil gemaakt, omdat de chemie er was." RuPaul en Visage interpreteren kerstnummers als voorbeelden van camp, terwijl zij ze ook beschreven als nummers die een duidelijk bericht bevatten; RuPaul legde uit: "Zelfs de camp-onderdelen bevatten de ware betekenis van Kerstmis, de zoetigheid en de liefde van nog een jaar die voorbij is gegaan." De platenmaatschappij van het album Rhino promoveerde het album met de slogan: "Vier Kerstmis met klassieke kerstmuziek en camp, RuPaul style!"
Ho Ho Ho werd beschikbaar gemaakt op 28 oktober 1997 door Rhino op cassette en cd. Het album was opnieuw uitgebracht als digitale download in 2009 door Rhino en Tommy Boy Records. Het album is ook bekend als VH-1 Presents RuPaul: Ho Ho Ho. RuPaul promootte het album door de kop uit de kerstspecial van 1997, getiteld A RuPaul Christmas Special, als onderdeel van zijn VH1 talkshow The RuPaul Show. De special bevatte een gastoptreden van de Amerikaanse band Nirvana. RuPaul maakte later een tweede kerstalbum (Slay Belles) in 2015, nadat hij jaren had gehoopt er één te maken met producer Lucian Piane.

## Compositie
Het openingsnummer van Ho Ho Ho is "With Bells On", een "disco-beïnvloede country" interpretatie van het nummer van Dolly Parton en Kenny Rogers van dezelfde naam. Visage staat ook op dit nummer en zingt over hoe batterijen haar enige gedenkwaardige kerstcadeaus zijn geweest. Het tweede nummer is een nieuwe verbeelding van "Rudolph the Red-Nosed Reindeer", als "RuPaul, the Red-Nosed Drag Queen". In "All I Want for Christmas" maakt de zanger een lijst van verzoeken voor een aantal plastisch chirurgische ingrepen die hij voor Kerstmis zou willen hebben, inclusief wang-inplantaties, kin-inplantaties en een bilvergroting. Hij nam ook een cover op van "All Alone on Christmas", wat hij zijn favoriete kerstnummer noemt; hij verduidelijkte dat hij een serieuze interpretatie wilde doen van het nummer.
RuPaul's covers van "I Saw Daddy Kissing Santa Claus" en "Hard Candy Christmas" stonden bekend om hun gebruik van camp. Hij identificeerde "Hard Candy Christmas" als een van de "serieuze nummers" van het album en zei dat het alleen gezien werd als camp "wegens het feit dat [hij] het deed". Tijdens het opnemen van het nummer was Visage onbekend met de bron The Best Little Whorehouse in Texas en zong het volgens de directie van RuPaul. Carol Hall, die het nummer had geschreven, beschreef RuPaul's cover als haar favoriete versie en zette ze RuPaul's versie boven Dolly Parton's interpretatie van het nummer. Het album omvat ook een cover van "You're a Mean One, Mr. Grinch", met elementen van funk. "Christmas Train (Medley)" is een club remix van verschillende kerstnummers. Het laatste nummer van het album is een remix van het nummer "Celebrate". De originele versie verscheen al eerder op RuPaul's tweede studioalbum Foxy Lady uit 1996.

## Ontvangst

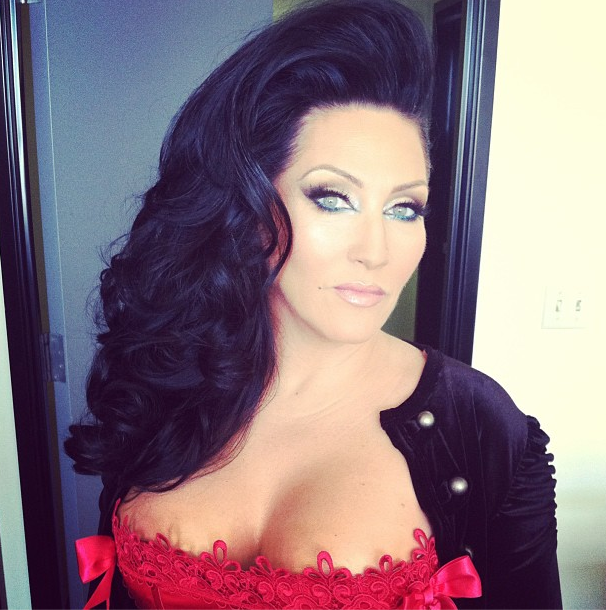
RuPaul schreef het succes van het album toe aan zijn chemie met Amerikaanse zangeres Michelle Visage (foto uit 2015); Visage stond op de nummers "Once Upon a Christmas" en "Hard Candy Christmas".

Bij de release van Ho Ho Ho, kreeg het album voornamelijk positieve recensies van muziek critici. Shawnee Smith van het magazine Vibe beschreef het album als een "collectie van her-interpretaties, gegarandeerd je op te vrolijken" en prees het album voor zijn up-tempo instrumentals en zijn vermogen om de zogeheten "holiday depression" om te draaien. Terwijl hij de titel-veranderingen van de nummers aansprak, reageerde Ken Veeder van het magazine The Advocate positief op RuPaul's interpretaties van de kerst klassiekers. Veeder vernoemde "I Saw Daddy Kissing Santa Claus" als zijn favoriet van het album. Joal Ryan van E! News zei dat het album een van de meest grensverleggende kerstreleases van het jaar was.
Ho Ho Ho is ook het onderwerp geweest van verscheidene retrospectieve recensies. Gedurend een interview uit 2015 met Gay Times zeiden RuPaul en Visage dat Ho Ho Ho een "klassiek traditioneel kerstalbum" is geworden, naast releases van Amerikaanse artiesten Johnny Mathis en Barbra Streisand. In een artikel uit 2015 beschreef Robbie Daw van Idolator het als een "kersttijd klassieker". Hetzelfde jaar prees Darren Scott van Gay Times het als één van zijn favoriete kerstalbums van alle tijden en een schrijver van OutTV verwees naar het album als een "collectie van brutale en vrolijke deuntjes". Anderzijds, schreef Bel Ryan van Junkee in een artikel uit 2017 dat het album "voor het grootste gedeelte gevallen is in een machtige kloof van duisternis".
In een retrospectieve recensie uit 2016, zette Serene Dominic van Tucson Weekly RuPaul in een lijst met artiesten die geen kerstalbum uit hadden moeten brengen. Het artikel was geschreven als een parodie van de alt-right en de "War on Christmas". Dominic grapte dat het album heeft geleid naar de creatie van de "bathroom bills".
Sommige critici hebben negatief gereageerd op RuPaul's gebruik van humor in Ho Ho Ho. Thomas Erlewine van AllMusic criticeerde RuPaul's afhankelijkheid op camp in het album. Hij schreef dat het "vermoeiend, voorspelbaar en gewoon niet grappig" was dat het een "trieste tentoonstelling is van een entertainer die ooit hip, slim en erg grappig" was. Newman betwijfelde de effectiviteit van de duidelijkheid van het album en merkte op dat RuPaul's bericht in de "liner notes" over "het creëren van je eigen familie tijdens Kerstmis" niet paste bij het plaatje van "RuPaul's slipje om zijn enkels". Terwijl ze positief reageerde op het overgrote deel van de nummers, vond Newman "You're a Mean One, Mr. Grinch" een geen succesvolle cover. In een interview met Queerty zei Amerikaanse drag queen Hedda Lettuce dat RuPaul's cover van "Hard Candy Christmas" haar minst favoriete kerstnummer van alle tijden was; Lettuce zei dat [hij] door het nummer snoep in [zijn] ogen wil duwen.
In de Verenigde Staten piekte Ho Ho Ho op nummer 27 van de Heatseekers Albums lijst van Billboard en bleef twee weken lang op de lijst staan. Het album werd ongeveer 4.000 keer verkocht in de eerste week. De remix van "Celebrate" piekte op nummer 31 van de Billboard Dance Club nummers lijst op 11 oktober 1997 en bleef totaal zeven weken lang op de lijst staan.

## Tracklist
Credits geadapteerd van de liner notes van Ho Ho Ho. Alle nummers zijn geproduceerd door Joe Carrano en Welcome.
| 1.                 | With Bells On (met Michelle Visage)                           | Dolly Parton                                | 3:35 |
| 2.                 | RuPaul the Red-Nosed Reindeer                                 | Johnny Marks                                | 3:32 |
| 3.                 | All I Want for Christmas                                      | Don Gardner, Donald Gardner                 | 3:25 |
| 4.                 | Santa Baby                                                    | Joan Javits, Philip Springer, Tony Springer | 4:46 |
| 5.                 | All Alone on Christmas                                        | Steven Van Zandt                            | 3:12 |
| 6.                 | Christmas Train (Medley)                                      | Joe Carrano, RuPaul                         | 3:47 |
| 7.                 | Christmas Nite (met Latasha Spencer)                          | Carrano, RuPaul                             | 7:35 |
| 8.                 | Funky Christmas (Christmas at My House)                       | Carrano, RuPaul                             | 2:40 |
| 9.                 | I Saw Daddy Kissing Santa Claus                               | Thomas Connor                               | 2:49 |
| 10.                | Here Comes Santa Claus (Right Down Santa Claus Lane)          | Gene Autry, Oakley Haldeman                 | 2:57 |
| 11.                | You're a Mean One, Mr. Grinch                                 | Albert Hague, Dr. Seuss                     | 4:47 |
| 12.                | Hard Candy Christmas (met Michelle Visage & Barbara Mitchell) | Carol Hall                                  | 4:50 |
| 13.                | Celebrate (New Year's Remix)                                  | Pete Lorimer, RuPaul, Richard Visson        | 8:11 |
| Totale duur: 50:22 |                                                               |                                             |      |

Notities
- "Christmas Nite" bevat een sample van de single "When will I see you again" van The Three Degrees uit 1974.
- "Here Comes Santa Claus (Right Down Santa Claus Lane)" bevat een sample van de single "Disco Lady" van Johnnie Taylor uit 1976.

## Personeel
Credits geadapteerd van AllMusic.
- RuPaul – uitvoerend producent
- Latasha Spencer – artiest
- Michelle Visage – artiest
- Fenton Bailey – uitvoerend producent
- Randy Barbato – uitvoerend producent
- Pete Lorimer – bewerker
- Richard "Humpty" Vission – bewerker
- Dennis Mitchell – ingenieur
- Roger Arnold – assistent ingenieur, ingenieur, artiest
- Brian Alex – assistent
- Kelly Bienvenue – assistent
- Lee Genesis – assistent
- Barbara Mitchell – assistent
- Yolanda Wyns – assistent
- Michael Hacker – producer, remixing
- Michael Rosenman – producer, remixing
- Joe Carrano – programmering, producer, ingenieur, mixing
- Dan Hersch – mastering
- Rachel Gutek – ontwerp
- Hugh Brown – art direction

## Hitnoteringen
| Noteringen (1997)                     | Piek positie |
| ------------------------------------- | ------------ |
| VS Top Heatseekers Albums (Billboard) | 27           |

## Release geschiedenis
| Land       | Datum           | Format(s)         | Label                   |
| ---------- | --------------- | ----------------- | ----------------------- |
| Wereldwijd | 28 oktober 1997 | CD                | Rhino                   |
| Wereldwijd | 28 oktober 1997 | Cassette          | Rhino                   |
| Wereldwijd | 2009            | Digitale download | Rhino/Tommy Boy Records |